# Petrostroma schulzei
Petrostroma schulzei är en svampdjursart som beskrevs av Döderlein 1892. Petrostroma schulzei ingår i släktet Petrostroma och familjen Minchinellidae.
Artens utbredningsområde är havet kring Japan. Inga underarter finns listade i Catalogue of Life.